# Кирил Москаленко
Кирѝл Семьонович Москалѐнко (на руски: Кирѝлл Семёнович Москалѐнко) е виден съветски военачалник, два пъти Герой на СССР, маршал на Съветския съюз. Член на ЦК на КПСС от 25 февруари 1956 г. и депутат във Върховния съвет на СССР от II до XI конгрес.

## Биография
Роден е на 11 май 1902 г. в село Гришино на Екатеринославска губерния (понастоящем в Красноармейски район на Донецка област на Украйна). По народност е украинец. В Червената армия постъпва през 1920 г. и участва в Гражданската война в Русия.
Кирил Семьонович завършва артилерийско отделение в Харковската общовойскова школа за старшини през 1922 г. Член на ВКП(б) от 1926 г. Изкарва курсове за усъвършенстване на командния състав на артилерията на РККА през 1928 г. и курсове за усъвършенстване на висшия команден състав към Военната академия „Дзержински“ – през 1939 г. Назначен е на длъжност командир на артилерията на 51-ва стрелкова дивизия. Участва в Зимната война и е награден с орден „Червено знаме“. От май 1941 г. е командир на 1-ва артилерийска противотанкова бригада, която е сформирана от резерва на Върховното командване в Луцк, в състава на 5-а армия от Киевския специален военен окръг.
На тази длъжност, генерал-майорът от артилерията Москаленко посреща Великата Отечествена война. Бригадата под негово ръководство, през 1941 г. участва в отбранителните боеве за Дубно – Луцк – Броди, в сражения край градовете Луцк, Владимир-Волинский, Ровно, Торчин, Новоград-Волинский, Малин, в Киевската операция и др. Москаленко не губи присъщото му хладнокръвие, съхранява остротата на мисълта си, личната храброст, и винаги е линиите на предните батареи, стрелящи с право мерене. По съветски отчети за по-малко от месец непрестанни боеве бригадата унищожава над 300 танка на противника. За бойни успехи, мъжество и храброст, на 23 юли 1941 г., Кирил Семьонович е награден с орден „Ленин“.
От септември Москаленко е назначен за командир на 15-и стрелкови корпус от състава на 5-а армия на Югозападния фронт и воюва в сраженията край градовете Чернигов, Нежин, Ичня и Пирятин. После командва конно-механизирана група войски от 13-а армия на същия фронт. В дните на контранастъплението на съветските войски край Москва участва в Елецката операция, в разгрома на елецката групировка на противника и освобождението на Елец.
През декември 1941 г. Москаленко е назначен за заместник-командир на 6-а армия от Югозападния фронт, а после и за неин командир. Под негово командване, армията участва в Барвенково-Лозовската операция и освобождението на градовете Изюм и Лозовая. От 12 февруари 1942 г. е командир на 6-и кавалерийски корпус, от март до юли 1942 г. – на 38-а армия, участвала във Валуйско-Росошанската операция, а след преобразуването ѝ е назначен за командир на 1-ва танкова армия, с която воюва в сраженията на далечните подстъпи на Сталинград (юли – август 1942 г.). От август е командващ на 1-ва гвардейска армия и взима участие в Сталинградската битка.
През октомври 1942 г. командва 40-а армия, с която воюва в боевете на Дон, първото освобождение на Харков, Курската битка и форсирането на Днепър.
С Указ на Президиума на Върховния съвет на СССР от 23 октомври 1943 г. „за мъжество и героизъм, проявени при форсирането на Днепър и укрепването на плацдарма на западния ѝ бряг“, на генерал-полковник Кирил Семьонович Москаленко е присвоено званието Герой на Съветския съюз.
До края на войната отново е командващ на 38-а армия, с която освобождава Киев, Дукла, Острава и Прага.
След войната Москаленко е командир на армия, от 1948 г. – на войските на Московския район за ПВО (преименуван после в окръг ПВО). От 1953 г. е командир на войските на Московския военен окръг.
Участва в ареста на Лаврентий Берия – на 26 юли 1953 г., заедно с маршал Жуков, го арестува по време на заседание на Президиума на Върховния съвет. В следващите 6 месеца, заедно с Руденко разследва делото. През декември Върховния съд на СССР намира ръководителя на тайните служби за виновен и на 23 декември Берия е разстрелян.
На 11 март 1955 г. на Кирил Семьонович е присвоено воинското звание маршал на Съветския съюз. От 1960 г. е главнокомандващ на ракетните войски със стратегическо предназначение и заместник-министър на отбраната. От 1962 г. е главен инспектор към Министерството на отбраната на страната. „За заслуги към Родината в развитието и укрепването на въоръжените сили на СССР“ на 21 февруари 1978 г. е награден с втори медал „Златна звезда“. От 1983 г. е в групата на генералните инспектори към Министерството на отбраната.
Кирил Семьонович Москаленко умира на 17 юни 1985 г. в Москва и е погребан в Новодевичето гробище.

## Награди
- Два пъти Герой на Съветския съюз – медали „Златна звезда“ № 105 и № 2002
- Седем ордена „Ленин“
- Орден „Октомврийска революция“
- Пет ордена „Червено знаме“
- Два „ордена „Суворов“ – I степен
- Два „ордена „Кутузов“ – I степен
- Орден „Богдан Хмелницки“ – I степен
- Орден „Отечествена война“ – I степен
- Орден „За служба на Родината във въоръжените сили на СССР“ – III степен
- Медали
- Ордени на други държави

## Воински звания
- Полковник – 16 август 1938 г.
- Генерал-майор от артилерията – 4 юни 1940 г.
- Генерал-лейтенант – 19 януари 1943 г.
- Генерал-полковник – 19 септември 1943 г.
- Армейски генерал – 3 август 1953 г.
- Маршал на Съветския съюз – 11 март 1955 г.

## Съчинения
- ((ru)) Москаленко К.С. На Юго-Западном направлении. Воспоминания командарма. Том I. – Москва. Издателство „Наука“. 1969 г.
- ((ru)) Москаленко К.С. На Юго-Западном направлении. 1943 – 1945. Том II. – Москва. Издателство „Наука“. 1973 г.